# Dmitrij Konstantinovič Faddějev
Dmitrij Konstantinovič Faddějev (rusky Дмитрий Константинович Фаддеев; 17. červnajul./ 30. června 1907greg., Juchnov – 20. října 1989, Petrohrad) byl ruský algebraik.

## Dílo
Pracoval v oblastech Galoisovy teorie, teorie grup, teorie okruhů, algebraické teorie čísel, teorie diofantických rovnic a numerické lineární algebře.
Mimo algebry se zabýval teorií pravděpodobnosti a didaktikou matematiky. Byl dopisujícím[ujasnit] členem Ruské akademie věd.
Jeho synem je známý fyzik Ljudvig Dmitrijevič Faddějev.